# Guillermo Giacomazzi
Guillermo Gonzalo Suárez Giacomazzi (ur. 21 listopada 1977 w Montevideo) – urugwajski piłkarz, występujący na pozycji pomocnika.

## Kariera
Giacomazzi karierę rozpoczynał w CA Bella Vista, klubie z jego rodzinnego miasta. W 2000 roku przeszedł do ówczesnego mistrza kraju – C.A. Peñarol. W 2001 został sprzedany do włoskiego US Lecce. W Serie A zadebiutował 27 sierpnia 2001, w zremisowanym 1-1 spotkaniu przeciwko AC Parmie. W barwach Giallorossich grał przez sześć sezonów, pewien czas będąc kapitanem zespołu. 31 stycznia 2007 został wypożyczony do US Palermo i już 11 lutego rozegrał pierwszy mecz w Serie A w nowej drużynie, w pojedynku z Empoli FC. Na sezon 2007/2008 powędrował do Empoli FC, a po jego zakończeniu powrócił do składu US Lecce. Jego zawodnikiem był do roku 2013. Potem występował w Sienie oraz Perugii. W 2015 roku zakończył karierę.
| Sezon   | Klub        | Kraj    | Rozgrywki                 | Mecze | Bramki |
| ------- | ----------- | ------- | ------------------------- | ----- | ------ |
| 1998    | Bella Vista | Urugwaj | Primera División Uruguaya | 25    | 6      |
| 1999    | Bella Vista | Urugwaj | Primera División Uruguaya | 28    | 4      |
| 2000    | Peñarol     | Urugwaj | Primera División Uruguaya | 18    | 0      |
| 2001    | Peñarol     | Urugwaj | Primera División Uruguaya | 16    | 0      |
| 2001/02 | US Lecce    | Włochy  | Serie A                   | 30    | 7      |
| 2002/03 | US Lecce    | Włochy  | Serie B                   | 36    | 8      |
| 2003/04 | US Lecce    | Włochy  | Serie A                   | 23    | 0      |
| 2004/05 | US Lecce    | Włochy  | Serie A                   | 34    | 5      |
| 2005/06 | US Lecce    | Włochy  | Serie A                   | 14    | 3      |
| 2006/07 | US Lecce    | Włochy  | Serie B                   | 18    | 2      |
| 2006/07 | US Palermo  | Włochy  | Serie A                   | 7     | 0      |
| 2007/08 | Empoli FC   | Włochy  | Serie A                   | 20    | 0      |
| 2008/09 | US Lecce    | Włochy  | Serie A                   | 30    | 2      |
| 2009/10 | US Lecce    | Włochy  | Serie B                   | 40    | 5      |
| 2010/11 | US Lecce    | Włochy  | Serie A                   | 32    | 3      |
| 2011/12 | US Lecce    | Włochy  | Serie A                   | 33    | 3      |
| 2012/13 | US Lecce    | Włochy  | Lega Pro                  | 22    | 5      |
| 2013/14 | Siena       | Włochy  | Serie B                   | 38    | 4      |
| 2014/15 | Perugia     | Włochy  | Serie B                   | 25    | 1      |